# Серпень 2006
Серпень 2006 — восьмий місяць 2006 року, що розпочався у вівторок 1 серпня та закінчився у четвер 31 серпня.

## Події
- 3 серпня — президент України Віктор Ющенко номінував свого політичного суперника Віктора Януковича на пост прем'єр-міністра.
- 4 серпня — Віктор Янукович став прем'єр-міністром України.
- 16 серпня — повідомлення про знаходження зон акселерації людини.
- 22 серпня
  - катастрофа літака Ту-154 під Донецьком.
  - російський математик Григорій Перельман відмовився від медалі Філдса.
- 25 серпня — у Суперкубку УЄФА іспанська «Севілья» перемогла «Барселону».